# Somewhere (film)
Somewhere è un film del 2010 scritto e diretto da Sofia Coppola, vincitore del Leone d'oro al miglior film alla Mostra internazionale d'arte cinematografica di Venezia 2010.

## Trama
Johnny Marco è una famosa star del cinema americano che vive nel leggendario Chateau Marmont. Le sue giornate sono occupate da alcool, donne, macchine veloci e folle di fan. Rinchiuso nel mondo artificiale dello spettacolo Johnny perde il contatto con la realtà fino a quando non si trova a doversi prendere cura della figlia undicenne Cleo. Col passare dei giorni Johnny si rende conto che esiste anche un'altra vita oltre a quella della star. Quando arriva il momento in cui si deve separare da Cleo, l'uomo dovrà affrontare la solitudine.

## Produzione
Le riprese del film hanno avuto inizio a Los Angeles nel giugno 2009. Nel cast compaiono vari personaggi dello spettacolo italiano come Maurizio Nichetti, Nino Frassica, Valeria Marini, Laura Chiatti, Simona Ventura e Giorgia Surina. Il film è ispirato alla vita della stessa Coppola e alla sua giovinezza come figlia di Francis Ford Coppola. Il film si ispira anche all'episodio Toby Dammit incluso nel film antologico Tre passi nel delirio di Federico Fellini e a Paper Moon - Luna di carta di Peter Bogdanovich. La colonna sonora per il film è stata composta dai Phoenix, band francese il cui cantante è il marito della stessa regista.
Sofia Coppola ha dichiarato: "Gli obiettivi che abbiamo usato per girare Somewhere, sono gli stessi che mio padre ha utilizzato per Rusty il selvaggio nel 1983. Sono obiettivi Zeiss che hanno una qualità più tenue; l'HD ci ha abituati all'assoluta nitidezza, ma in questo caso volevo ottenere una sensazione più romantica."

## Colonna sonora
La colonna sonora di Somewhere è meno caratteristica di quelle di altri film della Coppola. In Marie Antoinette, per esempio, era stata scelta una colonna sonora principalmente anni ottanta. Quella de Il giardino delle vergini suicide era completamente composta dagli Air appositamente per il film.
Solo un brano è stato composto dai Phoenix (Love like a Sunset) ma pubblicato molto prima del film. Il contributo principale dei Phoenix rispetto alla colonna sonora è stato la produzione.
1. Love Like a Sunset Part I - Phoenix
2. Ghandi Fix - William Storkson
3. My Hero - Foo Fighters (Suonata durante uno spogliarello delle Gemelle)
4. So Lonely - The Police (Suonata con "Guitar Hero")
5. 1 Thing - Amerie (Suonata durante uno spogliarello delle Gemelle)
6. 20th Century Boy - T. Rex
7. Cool - Gwen Stefani (La canzone di sottofondo al numero di pattinaggio di Cleo)
8. Che si fa - Paolo Jannacci (Cantata da Valeria Marini durante il Telegatto)
9. Teddy Bear - Romulo
10. Love Theme From Kiss - Kiss (Suonata con Guitar Hero)
11. I'll Try Anything Once - The Strokes (Nel film la canzone è sull'i-Pod di Cleo e fa da sottofondo all'ultimo giorno dei due allo Chaueaux-Marmont.)
12. Look - Sebastian Tellier
13. Smoke Gets in Your Eyes - Bryan Ferry (Ultima canzone dei titoli di coda)
14. Massage Music - William Storkson
15. Love Like A Sunset Part II - Phoenix (Durante la scena finale e nei titoli di coda)

## Distribuzione
Il film è stato presentato il 3 settembre 2010 in concorso alla 67ª Mostra internazionale d'arte cinematografica di Venezia, data in cui è uscito nelle sale italiane. La distribuzione americana è avvenuta a partire dal 22 dicembre successivo.

## Accoglienza
In Italia il film ha incassato 2031000 €.

## Riconoscimenti
- Mostra internazionale d'arte cinematografica di Venezia 2010
  - Leone d'oro al miglior film
- National Board of Review Awards 2010
  - Premio speciale per il filmmaking